# Король, дама, валет
«Король, дама, валет» — роман Владимира Набокова. Написан на русском языке в берлинский период жизни, в 1928 году. В мемуарах Набокова отмечается, что за всё время жизни в Германии он не сошёлся ни с одним немцем. Это отчуждение сказывается в романе и выражается в неприязненном отношении к героям.

## Сюжет
Фабула романа иронически соответствует стандартам тривиальной бульварной беллетристики; в нём повествуется о том, как удачливому коммерсанту Курту Драйеру — человеку жизнерадостному, увлекающемуся, обладающему артистической жилкой, — изменяет его с виду буржуазно-добродетельная красавица-жена Марта, пошловатая и недалёкая мещанка, с довольно ограниченным кругозором, таящая под маской холодной чопорности грубую и тоже не вдохновенную чувственность. Не удовлетворённая добряком-мужем, который «в любви…  не был ни силен, ни очень искусен», она соблазняет драйеровского племянника Франца — внешне привлекательного, хотя и пустого молодого человека из бедной семьи, приехавшего в Берлин устраиваться в жизни.
Сблизившись, Марта и Франц замышляют убить Драйера. Они перебирают всевозможные планы умерщвления Драйера — от банального отравления до изощрённого спектакля  с «благополучным» потоплением не умеющей плавать жертвы. Преступные любовники удачно заманивают Драйера в ловушку, но откладывают экзекуцию на ближайшее будущее. Возвращаясь в отель, заговорщики и их жертва попадают под дождь, после чего Марта — идейная вдохновительница преступного заговора, буквально поработившая своего безвольного любовника, — простужается и умирает, оплакиваемая мужем. 

## Критика
Роман привлёк внимание эмигрантских критиков, на которых произвел двойственное впечатление. Ю. Айхенвальд, автор в целом доброжелательной рецензии, похвалив «нарядный словесный костюм Сирина», по достоинству оценив его «редкую наблюдательность и приметливость по отношению к внешнему миру», позволяющую ему «рассыпать по всей книге множество бликов и блесток, бесконечно малые величины и оттенки наблюдений, мозаику <…> блистательных подробностей», в то же время усомнился в главном — в психологической оправданности и необходимости возникновения преступного замысла у Марты и Франца: «… нет полной убедительности в том, что <…> на их дороге не стали никакие задерживающие центры, ни малейшее сопротивление совести и жалости, что иначе устроиться, кроме как путем преступления, они не могли. <…> Не то, чтобы сколько-нибудь значительна была их нравственная сила, но просто практичная Марта в своей жизненной игре могла бы совместить короля и валета, не отказываться от нежного любовника».
М. Осоргин, после «Машеньки» с надеждой смотревший на Сирина как на бытописателя русской эмиграции, «первого настоящего художника беженского быта», не скрывая разочарования, констатировал: «Расчет наш совершенно не оправдался, и место бытовика беженства остается незанятым», тем не менее он дал высокую оценку роману: «В. Сирин написал очень хорошую книгу, умную, художественную и занимательную в чтении». Выделив в качестве смысловой доминанты «Короля, дамы, валета» мотив «людей-манекенов», критик уловил в романе нотки социальной критики и сатиры: «В. Сирин с художественным чутьём русского психолога перенёс центр тяжести на характеры своих „героев“ и в этих характерах угадал и изобразил настоящий ужас эпохи. Приёмами подлинного искусства он вывел перед нами живых людей, почти первых встречных, которых мы видим и знаем, — и вдруг эти люди оказались теми манекенами-модерн, которых мы тоже знаем и видим…в витринах модных магазинов. <…> Эти „люди“ — европейские буржуа, агенты прочной государственности, потребители и производители антиискусства, созидатели той морали уже близкого будущего, в которой устаревшие понятия добра и зла будут окончательно заменены рубриками „дебет“ и „кредит“».
В 1960—1970-е роман был переведён на английский, а затем, с английского варианта, — на другие европейские языки. Реакция критиков была столь же неоднозначной. «Неглубокая, статичная, линейная история усложнена лишь громоздкими планами убийства, которые вынашивают любовники, и довольно банально заканчивается неожиданной смертью „дамы“. Второстепенные персонажи сведены к статистам или гротескным, неправдоподобным карикатурам: чудаковатый старичок — хозяин меблированных комнат, пьяница водитель, нервный изобретатель движущихся манекенов… Все усилия автора, кажется, направлены на подробное описание тройственной коннотации этой сентиментальной неразберихи, и каждая партия проиграна с безукоризненной психологической точностью. Но холодность, с какой Набоков относится к персонажам, ледяная отчужденность, с какой он двигает хорошо смазанный зубчатый механизм истории, крепко удерживают всю повествовательную конструкцию и намечают переход к другой характерной стилистической манере: уже в этом раннем опыте ясно прослеживается оригинальная смесь весёлой и жёсткой иронии (здесь даже слишком явной) и тонкого эротизма, который определяет более счастливый регистр его главных романов» писал Джованни Больоло.
«За пошлой, липкой атмосферой, карикатурой, зачастую уморительной, просматривается мир страсти; пылкая страсть Марты к обеспеченности, к наслаждению драматична, ибо страсть и карикатура непримиримы; отчаянные и тщетные усилия двух сообщников, чтобы замыслить преступление и тем достичь, в каком-то смысле, творчества; безумная надежда, безумное желание Марты, возвышающееся почти до поэзии: „ …кругом волны, сияние… грудь дышит так легко… на душе так ясно“. <…> Если по мере чтения невольно проникаешься сочувствием к этим паяцам, узникам своего репертуара, своей механики, стремящимся, будучи в плену у цифр и вещей, к некому фальшивому эдему, к невинности без риска, которая стала бы их свободой, то потому, что уже в этом блестящем произведении молодости Набоков умеет заворожить, манипулируя читателем» писала Вивиан Форрестер.
Как указывает литературовед Н.Г. Мельников, «несмотря на лежащую в основе сюжета банальную адюльтерную интригу, позаимствованную из бульварного чтива, художественное своеобразие романа, во многом определяется пародийно-игровой стихией, с годами игравшей всё большую роль в набоковской поэтике. Автор виртуозно балансирует между банальностью литературного штампа и остроумной пародией. Идя навстречу массовому читателю, он, на первый взгляд, всерьёз следует тривиальной схеме, но в то же время «отстраняет», пародирует  её, порой выворачивая наизнанку. Кровавые планы, которые — в оглядке на привычные штампы бульварной литературы — строят энергичная Марта и целиком попавший под её влияние любовник, порой выглядят откровенно комичными. «Безотчетно вспоминая подробности хитрых убийств, описанных когда-то в газетке, в грошовой книжке, и совершая тем самым невольный плагиат», преступные любовники разрабатывают один нелепый проект за другим, почти совершенно теряя представление о реальности. Свою жертву — живого и энергичного Драйера — они ставят «в положение какого-то готового, запакованного, перевязанного товара», послушного манекена (чем, по сути, и является условная фигура жертвы в криминальных романах). Более того, все больше и больше погружаясь в навязчивый бред преступных замыслов, они сами постепенно теряют человеческий облик, становятся похожими на роботов, запрограммированных на нехитрые жизненные операции».

## Экранизации и инсценировки
- В 1972 году роман экранизировал в Германии Ежи Сколимовский с интернациональным составом актёров: Джон Молдер-Браун, — Франц; Дэвид Нивен, — Драйер; Джина Лоллобриджида, — Марта; Марио Адорф, — Профессор Риттер , и так далее.